# Google Classroom
Google Classroom是一個由Google開發的免費網路服務，目標是將傳統的教室無紙化，令創作、分配、與打分數可在網路上進行，並讓老師與學生的檔案分享更方便。
Google Classroom整合了自家的Google雲端硬碟、Google文件、Google試算表、Google簡報、Gmail、Google日曆等工具。學生可以透過邀請碼或自動匯入來加入一間「教室」。每一間「教室」都為每一個使用者創立一個雲端硬碟儲存空間，讓學生上傳作業給老師批改。除了網頁版，Google Classroom亦提供了iOS與Android版本的App，令使用者能從手機取得網路上的各種教材與檔案。教師們也可以監督學生們的進度，並且給予學生作業上的意見。

## 歷史
Google Classroom最早在2014年5月1日發表，並開放教育版G Suite計畫的部分使用者使用測試版，2014年8月12日正式向大眾推出。2015年，Google發佈了教室的API以及一個分享按鈕，讓學校主管與開發者更投入使用Google Classroom。同年，Google也將Google日曆導入Google Classroom來指定作業的繳交截止日期等。2017年，Google也開放任何使用個人帳號登入的Google使用者，在沒有教育版G Suite帳號的情況下加入教室，並在同年度的四月，任何Google使用者都可以創立與使用Google Classroom。
2018年，Google發表了Classroom的更新，新增了作業區，同時改善了打分數的界面，允許在不同教室繳交同一份作業，並增加讓教師以主題整理資料的功能。
2019年，Google加入了78種新的主題，並開放拖放功能來新增作業。

## 功能
Google Classroom整合了雲端硬碟、Google文件、Google試算表、Google簡報與Gmail以幫助教育機構實現無紙化。Google日曆則在稍晚整合，以幫助掌握繳交截止日期，訂定校外教學時間與安排講者。學生們可以從學校的資料庫來加入教室，或是透過邀請碼加入教室。每一個學生都會在教室裡有一個屬於自己的Google雲端硬碟資料夾，以讓學生繳交作業並讓老師打分數。

## 評價
在eLearningIndustry的測試後，他們提到了很多Google Classroom的優點與缺點。其中他們認為這個程式很好使用，並且支援了大部分的裝置，讓教師們能夠快速地指派作業給學生。同時這個無紙化的運作模式，讓印刷、分配作業、與弄丟作業變成過去式，並且加速了師生間的溝通速度。至於Google Classroom的缺點，eLearningIndustry認為它太高度依賴Google生態圈的各種服務，卻缺乏了與其他服務的支援。除此之外，Google Classroom也沒有自動評分、考試、與線上聊天的功能。

## 批評
Google公司本身曾經遭受侵犯隱私權等的質疑。而對Google Classroom的批評，主要圍繞在Google對學生隱私的侵犯與Google對學生資料的使用。一般來說，這些輿論也會批評Chromebook和Google Workspace (前稱G Suite)。
其他批評則是針對Google Classroom評分系統的成熟度、自動評分與考試系統的缺乏（此功能在學習管理系統中相當常見）與對已繳交作業更改功能的缺乏。
Google則針對隱私權疑慮表示「Google致力於建立保護教師與學生隱私權的產品，並且為教育組織提供了一定水準的安全性。」